# Monoceronychus boreus
Monoceronychus boreus är en spindeldjursart som beskrevs av Krantz 1962. Monoceronychus boreus ingår i släktet Monoceronychus och familjen Tetranychidae. Inga underarter finns listade i Catalogue of Life.